# Three Men and a Little Lady
Three Men and a Little Lady (bra: Três Solteirões e Uma Pequena Dama) é um filme estadunidense de 1990, do gênero comédia dramática, dirigido por Emile Ardolino, com roteiro de Charlie Peters baseado em história de Sara Parriott e Josan McGibbon.

## Elenco
- Tom Selleck .... Peter Mitchell
- Steve Guttenberg .... Michael Kellam
- Ted Danson .... Jack Holden
- Nancy Travis .... Sylvia
- Robin Weisman .... Mary
- Christopher Cazenove .... Edward
- Sheila Hancock .... Vera
- Fiona Shaw .... Srta. Lomax
- John Boswall .... Barrow
- Jonathan Lynn .... Vicar Hewitt
- Sydney Walsh .... Lauria
- Edwina Moore .... Dra. Robinson